# Fietsen door de Bomen

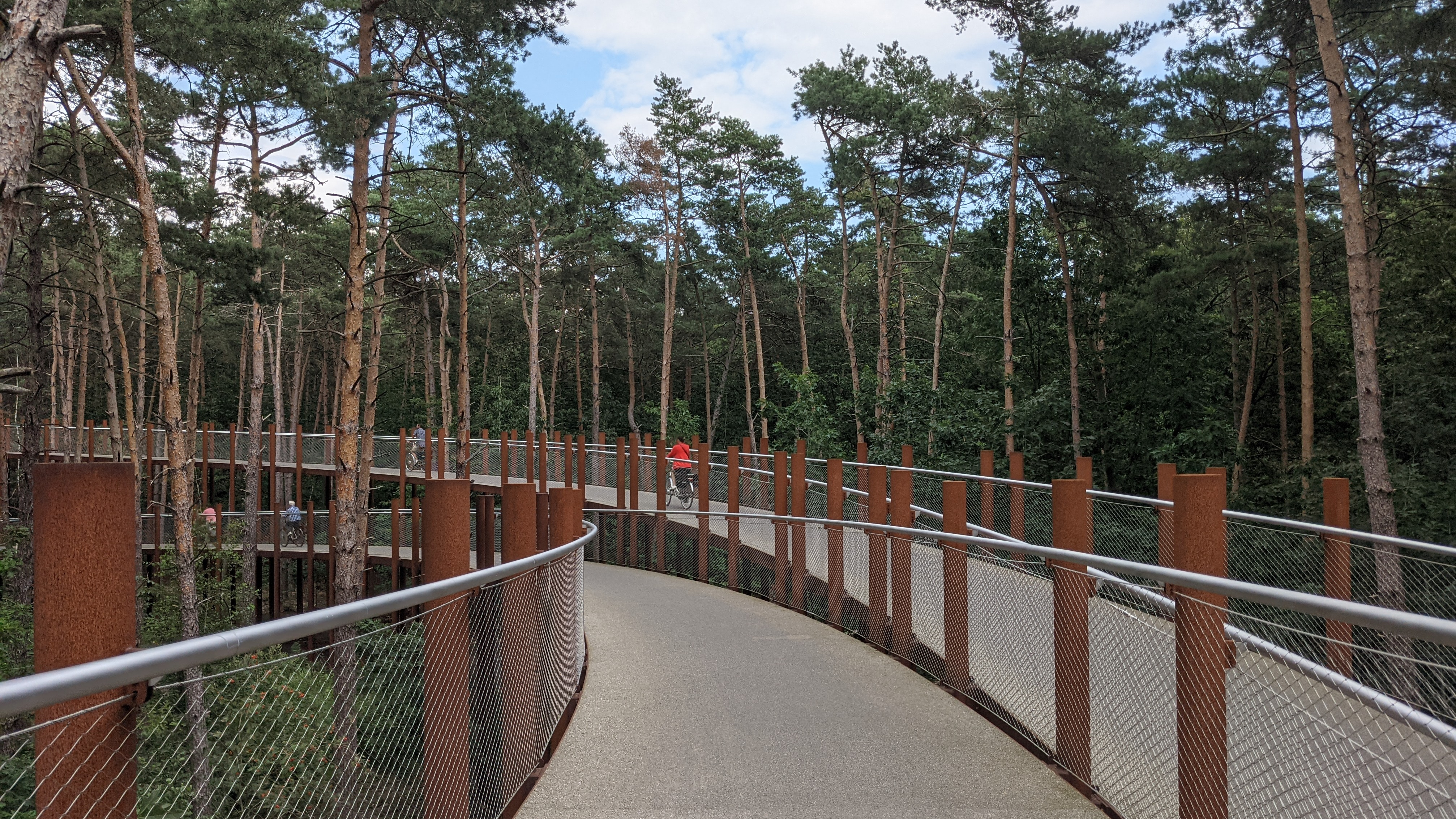
Fietsen door de Bomen

Fietsen door de Bomen is een fietsbrug in de gemeente Hechtel-Eksel dat fietsers via een cirkelvormige fietsbrug op de hoogte van de kruinen van de bomen brengt. De brug ligt vlak bij de Kiefhoekstraat te Eksel op het Limburgse fietsroutenetwerk aan knooppunt 272. Aan de voet van de fietsbrug staat de 'ijzeren paal'. Dit is het een meetpunt van de Geodetische Basis van Lommel van omstreeks 1852. 
De toeristenattractie is gelegen in het natuurgebied Pijnven, deel van het dichte boslandschap van Bosland. In de omgeving zijn fietsen te huur.
In Belgisch Limburg zijn nog meer fietsevenementen:
- Fietsen door het Water in Bokrijk, aangelegd in 2018
- Fietsen door de Heide in Maasmechelen, aangelegd in 2020-2021
- Fietsen tussen de Mijnterrils in Lanklaar, aangelegd in 2024

## Afbeeldingen

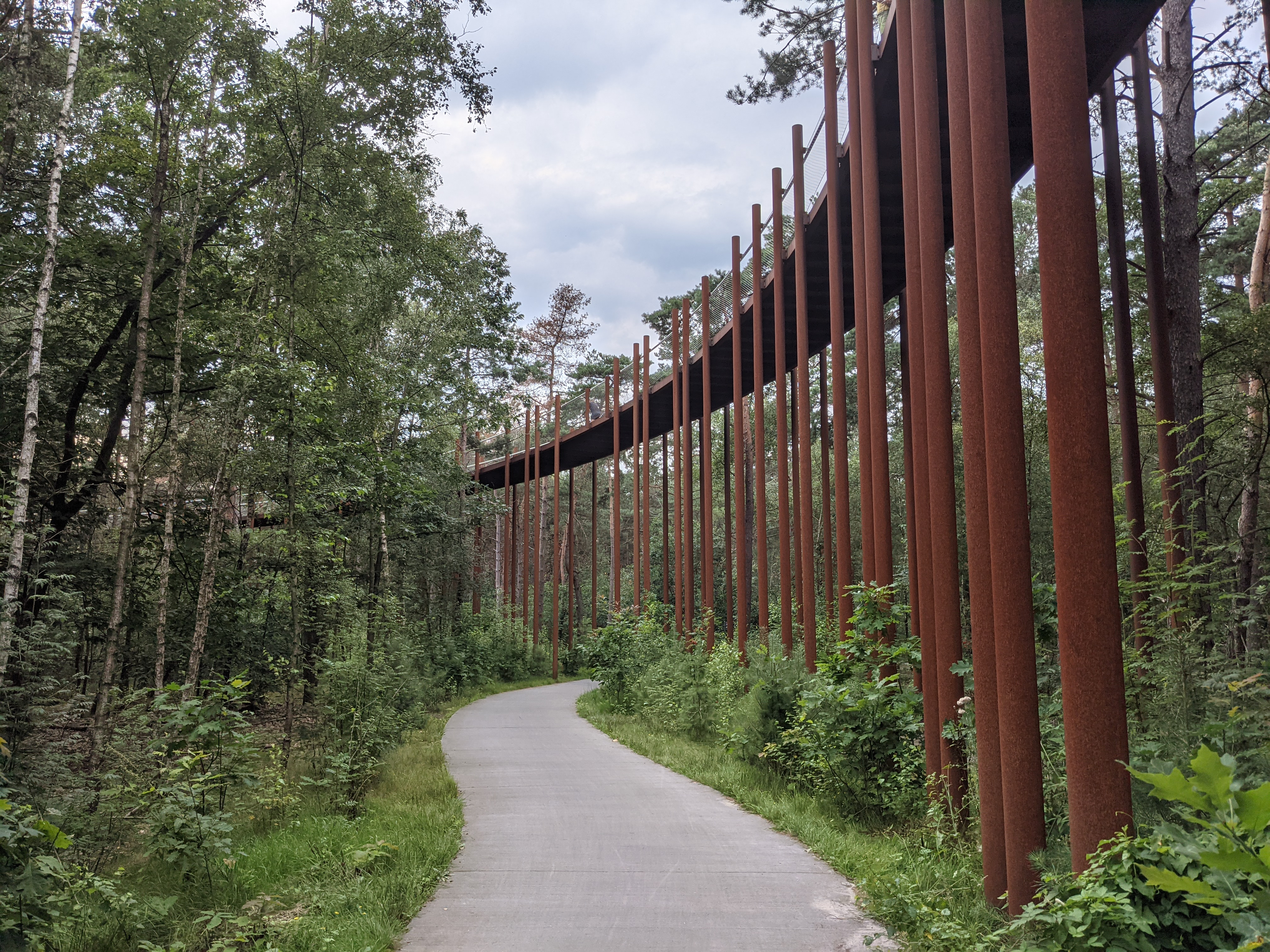
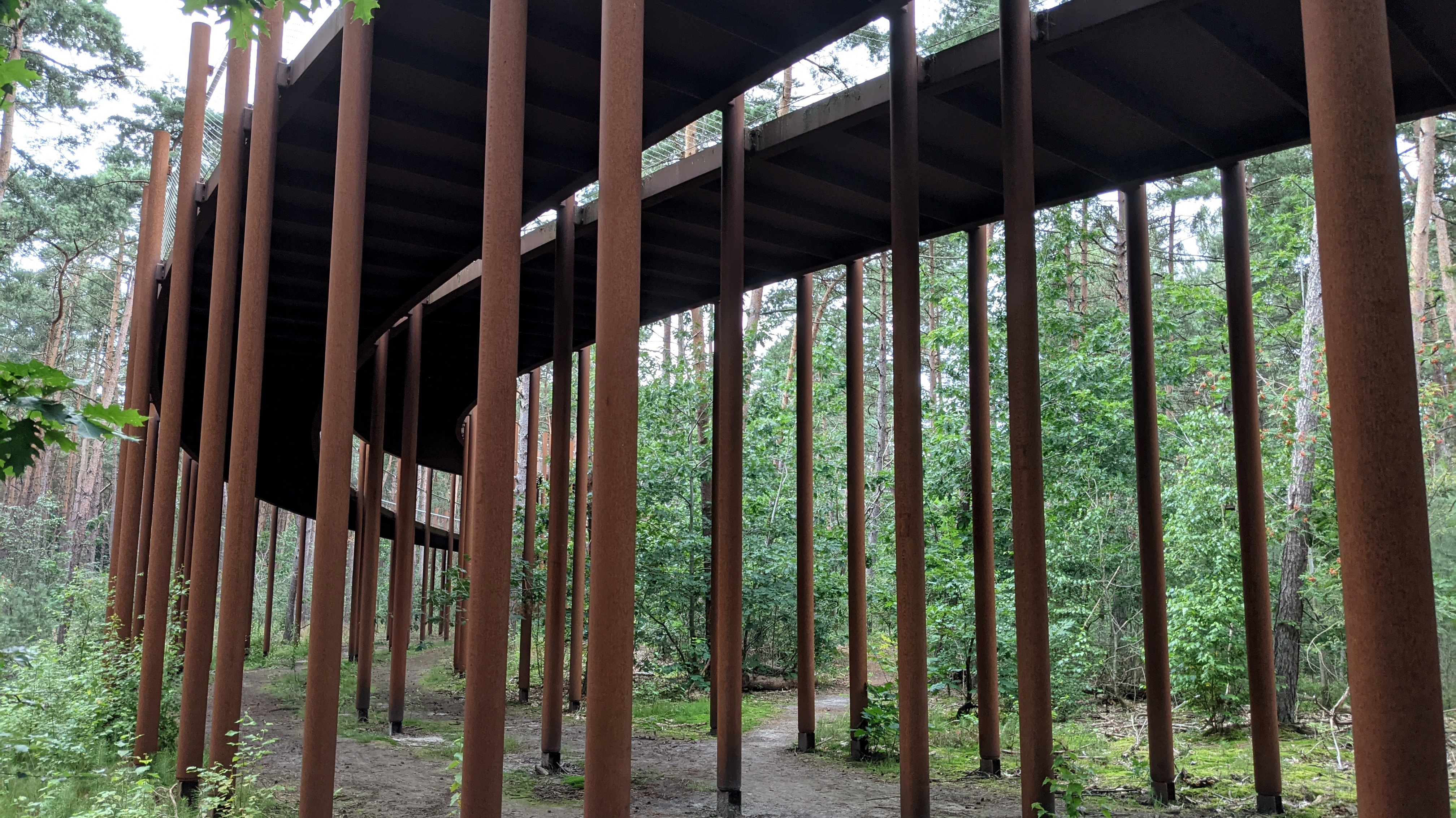
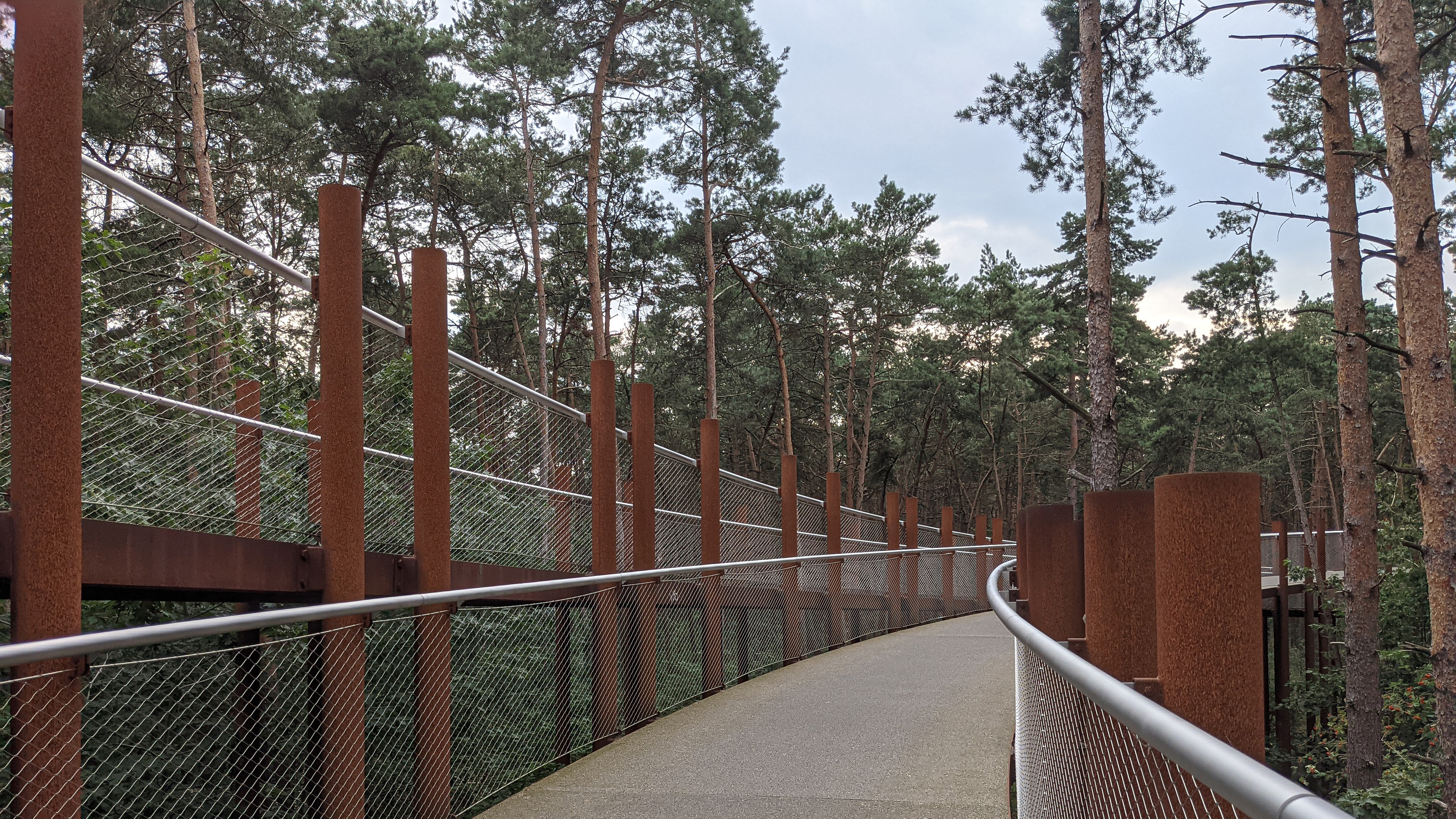